# Raketový člun typu 022
Raketový člun typu 022 (jinak též třída Houbei) je třída pobřežních raketových člunů Námořnictva Čínské lidové osvobozenecké armády. Jsou to první postavené moderní válečné lodě s koncepcí katamaránu (americké námořnictvo ve stejné době provozovalo pouze experimentální katamarán Sea Fighter (FSF-1).

## Stavba
Čluny byly vyvinuty na základě civilních katamaránů AMD 350 australské konstrukční kanceláře AMD Marine Consulting. Prototypový raketový člun typu 022 (trupové číslo 2208) postavila čínská loděnice Qui Xin v Šanghaji v roce 2004. Po několika letech testování loděnice Qui Xin postavila další tři jednotky (trupová čísla 2209, 2210 a 2211). V té době pozorovatelé předpokládali, že bude postavena pouze čtyřkusová série. Později však výroba začala i v šanghajských loděnicích Dalian a Jiangnan a dále v loděnici Huangpu v Kantonu. Raketové čluny typu 022 nakonec byly stavěny tempem přibližně 10 člunů za rok. Do roku 2012 námořnictvo Čínské lidové osvobozenecké armády získalo asi 90 raketových člunů této třídy (magazín Wired v dubnu 2011 uváděl 83 kusů).

## Konstrukce
Plavidla mají koncepci katamaránu (konkrétně tzv. wave-piercing catamaran), což zlepšuje jejich nautické vlastnosti na rozbouřeném moři. Trup je tvarován s ohledem na snížení radarových signatur (stealth). Jsou vyzbrojeny jedním 30mm kanónem AK-630 a osmi protilodními střelami C-803 odpalovanými ze čtyřnásobných sil na zádi. Protivzdušnou obranu pravděpodobně tvoří přenosné protiletadlové raketové komplety krátkého dosahu. Pohonný systém tvoří dva diesely pohánějící vodní trysky. Nejvyšší rychlost dosahuje 38 uzlů.

## Stealth vlastnosti
US Naval Institute (USNI) odhalil v září 2021, že lodě této třídy lze detekovat pomocí radaru se syntetickou aperturou (SAR). Radarové snímky člunu typu 022 byly zachyceny satelity společnosti Capella Space.